# Артур Флепс
Артур Флепс (рум. Artur Martin Phleps; 29 листопада 1881, Біртхельм, нині Біертан, Трансильванія — 21 вересня 1944, на північ від Арада, Трансильванія) — СС-обергруппенфюрер і генерал військ СС. Раніше — підполковник армії Австро-Угорщини, генерал-лейтенант армії Румунії.

## Біографія

### Сім'я
Народився в сім'ї фольксдойче — німців, що іммігрували з Сілезії (тоді входила до складу Німеччини) в Австро-Угорщину і оселилися в Трансильванії. Його батько був окружним і комунальним лікарем в Біртхельме, брат, Герман (1876-1964), був професором археології та стародавньої історії.
Здобув освіту в реальному училищі в Германштадті (нині Сібіу).

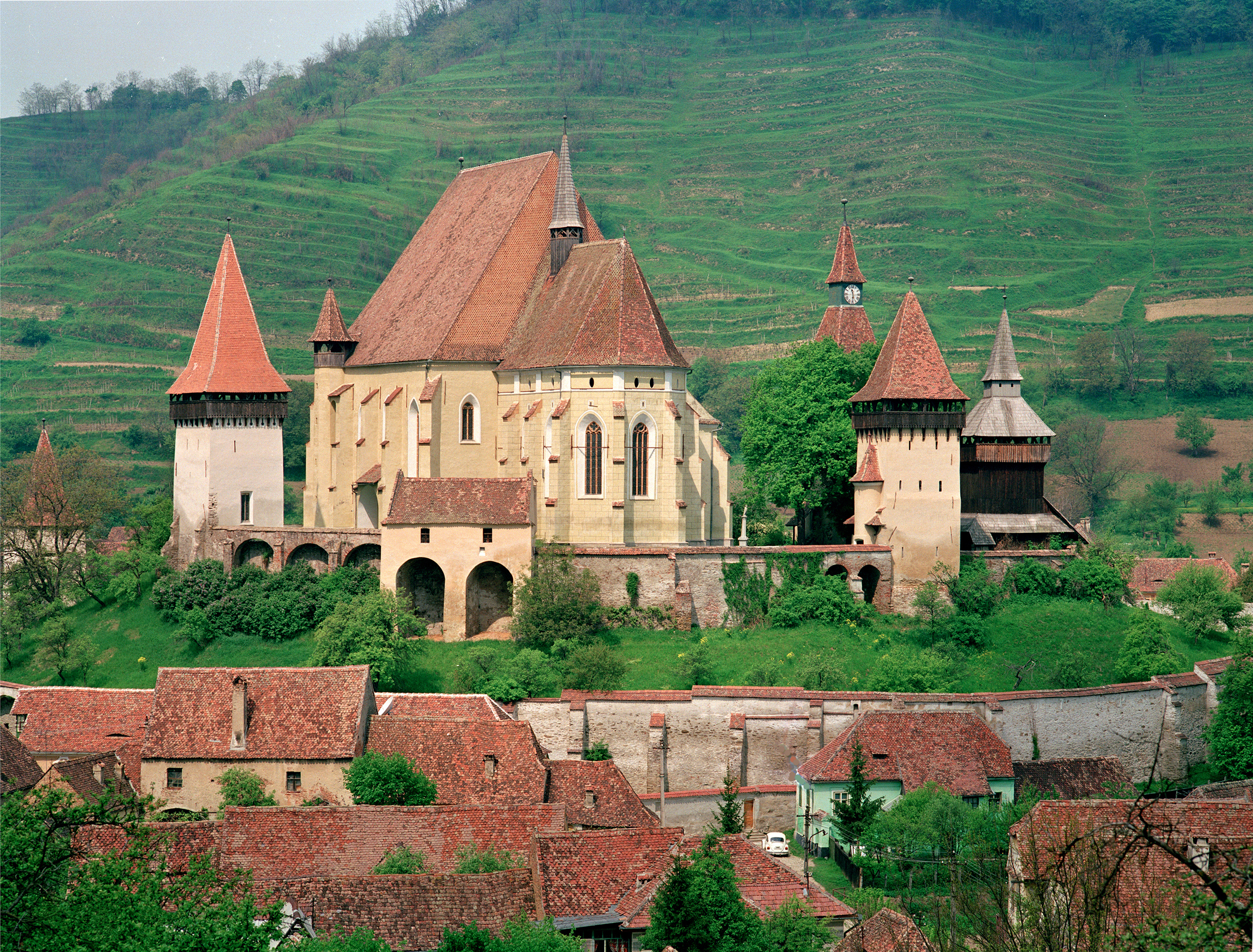
Батьківщина Флепса (сучасна Трансильванія)

### Служба в армії Австро-Угорщини
З 1896 навчався в піхотній кадетській школі в Пресбурзі (нині Братислава), яке закінчив в 1900 з відзнакою. 18 серпня 1900 прийняв присягу (ця церемонія регулярно проходила в день народження імператора Франца Йосифа) і вступив на службу в 3-й тірольський єгерський полк. З 1901 — лейтенант. У 1902-1905 служив в 11-му угорському єгерському батальйоні. У 1905-1907 навчався у Військовій академії у Відні, яку успішно закінчив і отримав звання обер-лейтенанта. Служив в 11-му єгерському батальйоні, 1 травня 1908 зарахований до Генерального штабу і призначений в 32-гу піхотну дивізію, що знаходилася в Будапешті. Як і багато офіцерів багатонаціональної Австро-Угорської монархії знав кілька мов — німецьку, угорську, румунську, італійську, французьку. Напередодні Першої світової війни був ад'ютантом генерал-губернатора Боснії і Герцеговини фельдмаршал-лейтенанта Оскара Потіорека.
Під час Першої світової війни був штабним офіцером в 32-ї піхотної дивізії, армійській групі Рора, 10-ї армії. З 1916 був начальником штабу 72-ї піхотної дивізії. Проходив службу на різних фронтах — в Галичині та Сербії, в північних Карпатах, в Трансильванії і на річці Ізонцо (на італійському фронті). З 1 листопада 1918 — підполковник.

### Служба в румунській армії
Після закінчення війни батьківщина Флепса — Трансильванія — увійшла до складу Румунії. Флепс, ще в листопаді 1918 вступив до складу антикомуністичного добровольчого корпусу, взяв участь в боях проти військ Угорської республіки, які намагалися повернути контроль над Трансильванією. Його ініціативні дії сприяли успіху румунських військ. Незважаючи на це, він постав за проявлене свавілля перед румунським військовим судом, але був повністю виправданий і в 1919 вступив до лав збройних сил Румунії.
- З 1919 — начальник штабу 16-ї румунської дивізії.
- 15 травня 1923 був переведений в Генеральний штаб.
- З 1 квітня 1929 — командир 23-го кавалерійського полку каларашів.
- З 1 квітня 1930 — командир бригади, розквартированої в Констанці.
- З вересня 1930 — командир 1-ї гірськострілецької бригади (Сіная).
- У 1935 — інспектор поповнень 5-го територіального командування.
- З 5 червня 1935 — командир 12-ї піхотної дивізії (Південна Бессарабія).
- З 13 жовтня 1936 — командир 21-ї піхотної дивізії (Південна Молдова).
- З 1 листопада 1937 — командир гірськострілецького корпусу, елітних військ румунської армії.
- З 1939 — генерал-лейтенант.
- 6 серпня 1940 — зарахований в резерв.

### Служба в СС
Після нападу Німеччини на СССР Флепс звернувся з проханням про вступ до лав німецьких СС (отримав № 401 214). Погодився з прийняттям зі зниженням в чині.
- З 30 червня 1941 — Оберфюрер СС.
- З 30 листопада 1941 — бригадефюрер СС і генерал-майор військ СС.
- З 20 квітня 1942 — групенфюрер СС і генерал-лейтенант військ СС.
- З 21 червня 1943 — обергрупенфюрер СС і генерал військ СС.

Служив у штабі дивізії СС «Вікінг», спочатку під материнським прізвищем Шольц. Уже в липні 1941 року прийняв командування над полком «Вестланд», а потім над «бойовою групою Шольц» в складі дивізії «Вікінг», відзначився при форсуванні німецькими військами Дніпра.
1 лютого 1942 був призначений (вже під своїм прізвищем) командиром дивізії СС «Принц Ойген», сформованої в основному з фольксдойче з Хорватії, Сербії, Угорщини та Румунії (в тому числі і його земляків із Трансильванії), керував її формуванням. Був популярним серед підлеглих, які називали його «Тато Флепс». Дивізія під його командуванням брала активну участь в боротьбі проти югославських партизан, піддаючи при цьому жорстоким репресіям мирне населення. 4 липня 1943 за успішні антипартизанські дії Флепс був нагороджений Лицарським Залізним хрестом і призначений командиром 5-го гірськострілецького корпусу СС, яким залишався до кінця життя. До складу корпусу входили дивізія «Прінц Ойген», 13-а гірськострілецька дивізія СС «Ханджар», ряд частин вермахту.
Після виходу з війни Італії Флепс керував роззброєнням італійського армійського корпусу. Основним його завданням як командира корпусу продовжувала бути антипартизанська війна. Після того, як Румунія 23 серпня 1944 перейшла на бік СССР, Флепса було доручено очолити оборону проти наступаючої Червоної Армії в Трансильванії і Банаті і прикривати відступ німецьких військ. З 16 до 18 вересня 1944 одночасно, був вищим керівником СС і поліції в Семиградді (Трансильванії).

### Загибель
У вересні 1944, прямуючи у службових справах на автомобілі разом з ад'ютантом і водієм в Арад, був узятий в полон військами СРСР. Існує інформація, що під час допиту почався наліт німецької авіації, після чого Флепс був негайно застрелений через побоювання, що він спробує втекти. Був похований місцевими жителями. Німецьке військове керівництво, не маючи відомостей про долю Флепса, запідозрило його в дезертирстві, тому рейхсфюрер СС Генріх Гіммлер навіть віддав наказ про його арешт. Достовірні дані надійшли лише після того, як угорська пошукова група виявила його Лицарський Залізний хрест і встановила обставини загибелі.
Посмертно 21 листопада 1944 він був нагороджений Дубовим листям до Лицарського Залізного хреста. 13-й гірськострілецький полк СС в складі дивізії «Принц Ойген» отримав назву «Артур Флепс».

## Нагороди
- Ювілейний хрест (1908)
- Пам'ятний хрест 1912/13

### Перша світова війна
- Медаль «За військові заслуги» (Австро-Угорщина)
  - в бронзі з військовою відзнакою і мечами (13 жовтня 1914)
  - в сріблі з військовою відзнакою (15 березня 1916)
- Хрест «За військові заслуги» (Австро-Угорщина) 3-го класу з військовою відзнакою і мечами (3 липня 1915)
- Почесний знак за заслуги Червоного Хреста 2-го класу з військовою відзнакою (23 жовтня 1915)
- Залізний хрест 2-го класу (27 січня 1917)
- Орден Залізної Корони 3-го класу з військовою відзнакою і мечами (24 або 30 квітня 1917)
- Орден Франца Йосифа, офіцерський хрест з військовою відзнакою і мечами (8 або 23 липня 19 18)
- Медаль «За поранення» (Австро-Угорщина) з однією смугою — за поранення, одержане 19 серпня 1914 року.

### Міжвоєнний період
- Пам'ятний хрест про війну 1916—1918
- Орден Зірки Румунії
  - офіцерський хрест з мечами (12 березня 1920)
  - командорський хрест (28 лютого 1933)
- Орден Корони Румунії
  - командорський хрест (1 січня 1927)
  - великий офіцерський хрест з мечами (10 травня 1939)
- Чехословацький військовий хрест 1918 (1 березня 1928)
- Пам'ятна військова медаль (Австрія) з мечами
- Орден Корони (Югославія) 2-го класу (1933)
- Орден «За військові заслуги» (Болгарія) 2-го класу із зіркою (26 квітня 1934)

### Друга світова війна
- Застібка до Залізного хреста 2-го класу (10 липня 1941)
- Залізний хрест 1-го класу (26 липня 1941)
- Медаль «За зимову кампанію на Сході 1941/42» (12 вересня 1942)
- Штурмовий піхотний знак в бронзі (7 січня 1943)
- Лицарський хрест Залізного хреста з дубовим листям
  - Лицарський хрест (4 липня 1943)
  - Дубове листя (№ 670; 24 листопада 1944) — нагороджений посмертно; Генріх Гіммлер передав нагороду синові Флепса, оберштурмфюреру СС Райнгарду Флепсу.
- Німецький хрест в золоті (20 червня 1944)
- Військовий орден Залізного трилисника 1-го класу (Хорватія)